# Дегтярь, Александр Трифонович
Александр Трифонович Дегтярь (26 августа 1908, Грозный, Российская империя — 29 ноября 1981, Москва, СССР) — советский актёр театра и кино.

## Биография
Родился 26 августа 1908 года в Грозном Российской империи в семье отца, который являлся машинистом паровоза на железной дороге и матери, которая являлась домашней хозяйкой.
В 1923 году поступил в Грозненскую профессионально-техническую школу, которую окончил в 1926 году, после чего был принял слесарем в паровозное депо по ремонту паровозов. Интерес к творчеству превзошёл работу и в 1930 году Дегтярь оставил её, уехав в Москву.
В Москве поступил в Центральный техникум театрального искусства (ГИТИС). С первого курса начал принимать участие в первых спектаклях, имел диплом драматического артиста. Служил в различных театрах, много снимался в кино. С 1941 года во время Великой Отечественной войны, Дегтярь был в концертном объединении, в составе которого обслуживал с бригадами военных солдат в госпиталях и агитпунктах. В последние годы жизни болел, перенёс инфаркт.
Ушёл из жизни 29 ноября 1981 года в Москве. Похоронен на Ваганьковском кладбище.

### Личная жизнь
- Более двадцати лет состоял в браке с заслуженной артисткой РСФСР Раисой Ивановной Савельевой (1926—2008). В 1960 году появилась на свет общая дочь Наталия[1].

## Фильмография
- 1936 — Командир взвода (не завершён) — Никита
- 1948 — Первоклассница — отец
- 1951 — Незабываемый 1919 год — Мартынов
- 1951 — Спортивная часть — секретарь парткома
- 1952 — Садко — кузнец
- 1953 — Вихри враждебные — Ломакин, секретарь парткома завода
- 1955 — Над Черемошем — директор МТС
- 1957 — Летят журавли — демобилизованный солдат
- 1958 — По ту сторону — командир партизанского отряда
- 1959 — Растеряева улица — Михаил Иванович
- 1959 — Спасённое поколение — Василий
- 1960 — Девичья весна — гидролог
- 1960 — Ровесник века — мастер цеха
- 1960 — Серёжа — секретарь райкома
- 1961 — Две жизни — Дегтярь, секретарь райкома
- 1961 — Наш общий друг — секретарь райкома
- 1962 — Семь нянек — докладчик
- 1962 — Течёт Волга — первый штурман
- 1963 — При исполнении служебных обязанностей — начальник аэродрома
- 1964 — Вызываем огонь на себя — польский офицер
- 1964 — Сокровища республики — Варфоломеев
- 1965 — Ленин в Польше — Бадаев
- 1965 — Пущик едет в Прагу — отец Михася
- 1965 — Совесть — член бюро райкома
- 1966 — Война и мир — русский солдат
- 1966 — Сказка о царе Салтане — корабельщик
- 1967 — Железный поток — Опанасов
- 1969 — Адъютант его превосходительства — железнодорожник
- 1970 — В лазоревой степи. Продкомиссар — председатель райсовета
- 1970 — Посланники вечности — участие
- 1971 — Минута молчания — покупатель дома
- 1971 — Поженились старик со старухой — Пантюхов
- 1971 — Светлая речка Вздвиженка — участие
- 1973 — На Севере, на Юге, на Востоке, на Западе. (Всегда на чеку) — Щуров
- 1974 — Вечный зов — участие
- 1974 — Любовь земная — мужчина в приёмной
- 1974 — Совесть — Яков
- 1975 — На ясный огонь — кулак

## Оценочные мнения
- Со слов киноведа Алексея Тремасова, Александр Дегтярь был высокого роста, статный, представительный, в кино, так же, как и в театре, воплощал, в основном, социальных героев — партработников, начальников, военных, наделяя из благородством, целеустремлённостью, патриотическим настроем, силой духа[1].
- По мнению киноведа Алексея Тремасова, в жизни Александр Дегтярь был замкнутым человеком, предпочитал одиночество шумным компаниям. Со слов Тремасова, в свободное от работы время любил читать, бывать на природе. Был хорошим семьянином[1].